# Sicaxylobates sicafer
Sicaxylobates sicafer är en kvalsterart som först beskrevs av Hammer 1968.  Sicaxylobates sicafer ingår i släktet Sicaxylobates och familjen Protoribatidae. Inga underarter finns listade i Catalogue of Life.